# Arrol-Eisfall
Der Arrol-Eisfall ist ein 5 km langer Gletscherbruch an der Nordenskjöld-Küste des Grahamlands im Norden der Antarktischen Halbinsel. Er liegt auf der Südseite des Detroit-Plateaus in einer Entfernung von 13 km nordwestlich des Kap Worsley.
Der Falkland Islands Dependencies Survey nahm von 1960 bis 1961 eine Kartierung vor. Das UK Antarctic Place-Names Committee benannte ihn nach dem britischen Unternehmen Arrol-Johnston, Hersteller des ersten Automobils, das in der Antarktis gefahren wurde. Zum Einsatz kam dieses Fahrzeug bei der vom britischen Polarforscher Ernest Shackleton geleiteten Nimrod-Expedition (1907–1909).